# George Tooker
George Clair Tooker, född 5 augusti 1920 i Brooklyn, New York,  död 27 mars 2011 i Hartland, Vermont,  var en amerikansk konstnär som är intimt förknippad med äggtempare, och konststilen magisk realism.
Tooker tog konstlektioner som barn, och tillbringade mycket av sitt unga vuxna liv på Fogg Art Museum. Han gick på Phillips Academy i Andover, Massachusetts och tog examen från Harvard University 1942.
Tooker bodde i slutet av 1940-talet och början av 1950-talet i Brooklyn, där han studerade vid Art Students League i New York från 1943 till 1945. Hans lärare Kenneth Hayes Miller, påverkade Tookers studier genom att uppmuntra betoningen på form snarare än uttrycksfulla känslor. Efter att ha läst Daniel V. Thompsons The Practice of Tempera Painting, började Tooker måla med den traditionella renässansens metoder, han uppskattade särskilt dess långsamma appliceringssättet. . 
Tidigt i sin karriär jämfördes Tookers måleri ofta med målare som Andrew Wyeth, Edward Hopper och hans nära vänner Jared French och Paul Cadmus. Hans mest kända målningar har starka sociala kommentarer, och karakteriseras ofta som hans "offentliga" eller "politiska" verk. Några av dessa är: The Subway (1950),  Government Bureau (1955-1956), The Waiting Room (1956-1957) , och Terminal (1986).  Dessa verk är scener från det moderna, urbana livet i storstaden New York.
Han undervisade vid Art Students League i New York från 1965 till 1968, och 1968 valdes han in i National Academy of Design och var medlem av American Academy of Arts and Letters. Tooker var 2007 en av nio mottagare av National Medal of Arts.
Tooker och hans partner, målaren William R. Christopher, flyttade till Hartland, Vermont 1960. De var involverade i Civil rights movement och deltog i en av Selma - Montgomery marscherna 1965. Han tillbringade sina vintrar i Malaga, Spanien. Några år efter Christophers död 1973, konverterade Tooker till katolicismen. Hans tro var mycket viktig för honom, och han var mycket engagerad i sin lokala kyrka i  Malaga. 
George Tooker dog vid 90 års ålder i sitt hem i Hartland, Vermont, på grund av njursvikt. 